# Lizzy Stein
Astrid Ingeborg Elisabet Ljungfors, ogift Stein, känd som Lizzy Stein, född 26 december 1908 i Trelleborg, död 4 juni 1989 i Helsingborg, var en svensk skådespelare och sångare.

## Biografi
Stein studerade sång och dans i Leipzig och vid teater i Sverige. Efter studierna scendebuterade hon som ersättare för Zarah Leander i Vasateaterns revy (1931) som gästspelade i Göteborg och Köpenhamn. Hon blev mest uppmärksammad som revyskådespelerska hos Karl Gerhard och Ragnar Klange och var också verksam på scener i Norge och Danmark. På grammofon finns hennes röst bevarad på 23 skivsidor och hon medverkade i totalt fem filmer. 
Under en tid i slutet av 1930-talet var hon förlovad med Åke Söderblom men 1940 ingick hon äktenskap med tonsättaren Carl-Olof Anderberg. Tio år senare lade hon plymerna på hyllan då hon gifte sig med medeltidshistorikern, doktor Åke Ljungfors.
I mitten av 1950-talet gjorde hon ett inhopp på Malmö Stadsteater där hon en period ersatte Gudrun Brost. Hon turnerade 1955 med Gösta Stevens Rolfkavalkad och medverkade vid Malmö Stadsteater 1957. Hon är gravsatt i Södra minneslunden vid Helsingborgs krematorium.

## Filmografi
- 1932 – Jag gifta mig – aldrig
- 1934 – Fasters millioner
- 1934 – Sången till henne
- 1937 – Katt över vägen
- 1938 – Vi som går scenvägen
- 1939 – I dag börjar livet

## Teater

### Roller
| År   | Roll        | Produktion                                                                              | Regi                        | Teater                   |
| ---- | ----------- | --------------------------------------------------------------------------------------- | --------------------------- | ------------------------ |
| 1934 | Medverkande | Sol över Söder, revy                                                                    |                             | Södra Teatern            |
| 1936 | Medverkande | Klart söderut, revy Kar de Mumma och Åke Söderblom                                      | Björn Hodell                | Södra Teatern            |
| 1937 | Medverkande | Karl Gerhards vershus, revy Karl Gerhard                                                |                             | Folkan                   |
| 1943 | Medverkande | Folkets hushåll, revy Harry Iseborg, Karl-Ewert, Fritz Gustaf Sundelöf, Gardar och Esse | Ragnar Klange               | Folkets hus teater       |
| 1945 | Medverkande | 6X9, revy Ch. Henry, Karl-Ewert och Fritz Gustaf                                        | Gösta Jonsson Werner Ohlson | Odeonteatern, Stockholm  |
| 1946 | Medverkande | Lustiga vershuset, revy Charles Henry, Karl-Ewert och Fritz Gustaf                      | Gösta Jonsson Werner Ohlson | Odeonteatern, Stockholm  |
| 1946 | Medverkande | Luddes expo, revy Charles Henry och Karl-Ewert                                          | Werner Ohlson               | Odeonteatern, Stockholm  |
| 1947 | Medverkande | Nu blommar de, revy Charles Henry och Karl-Ewert                                        | Werner Ohlson               | Odeonteatern, Stockholm  |
| 1947 | Medverkande | Tingel-tangel, revy Charles Henry och Karl-Ewert                                        | Werner Ohlson               | Odeonteatern, Stockholm  |
| 1948 | Medverkande | Parkera här, revy Charles Henry och Karl-Ewert                                          | Werner Ohlson               | Odeonteatern, Stockholm  |
| 1971 | Pigan       | Bernardas hus Federico García Lorca                                                     | Lars-Levi Læstadius         | Helsingborgs stadsteater |